# اس‌ام‌اس (وورتمبرگ) (۱۸۷۸)
اس‌ام‌اس (وورتمبرگ) (۱۸۷۸) (به انگلیسی: SMS Württemberg (1878)) یک کشتی بود که طول آن ۹۸٫۲ متر (۳۲۲ فوت) بود. این کشتی در سال ۱۸۷۸ ساخته شد.